# Federação Chadiana de Futebol
A Federação Chadiana de Futebol (em francês: Fédération Tchadienne de Football, ou FTFA) é o orgão dirigente do futebol em Chade. Ela é filiada à FIFA, à CAF e à UNIFFAC. Ela é a responsável pela organização dos campeonatos disputados no país, bem como da Seleção Nacional.